# Ithuwa
Ithuwa (Izuwa) – u Pare i Taweta chroniący przed magią i ciemnością bóg słońca.